# Інтерпол

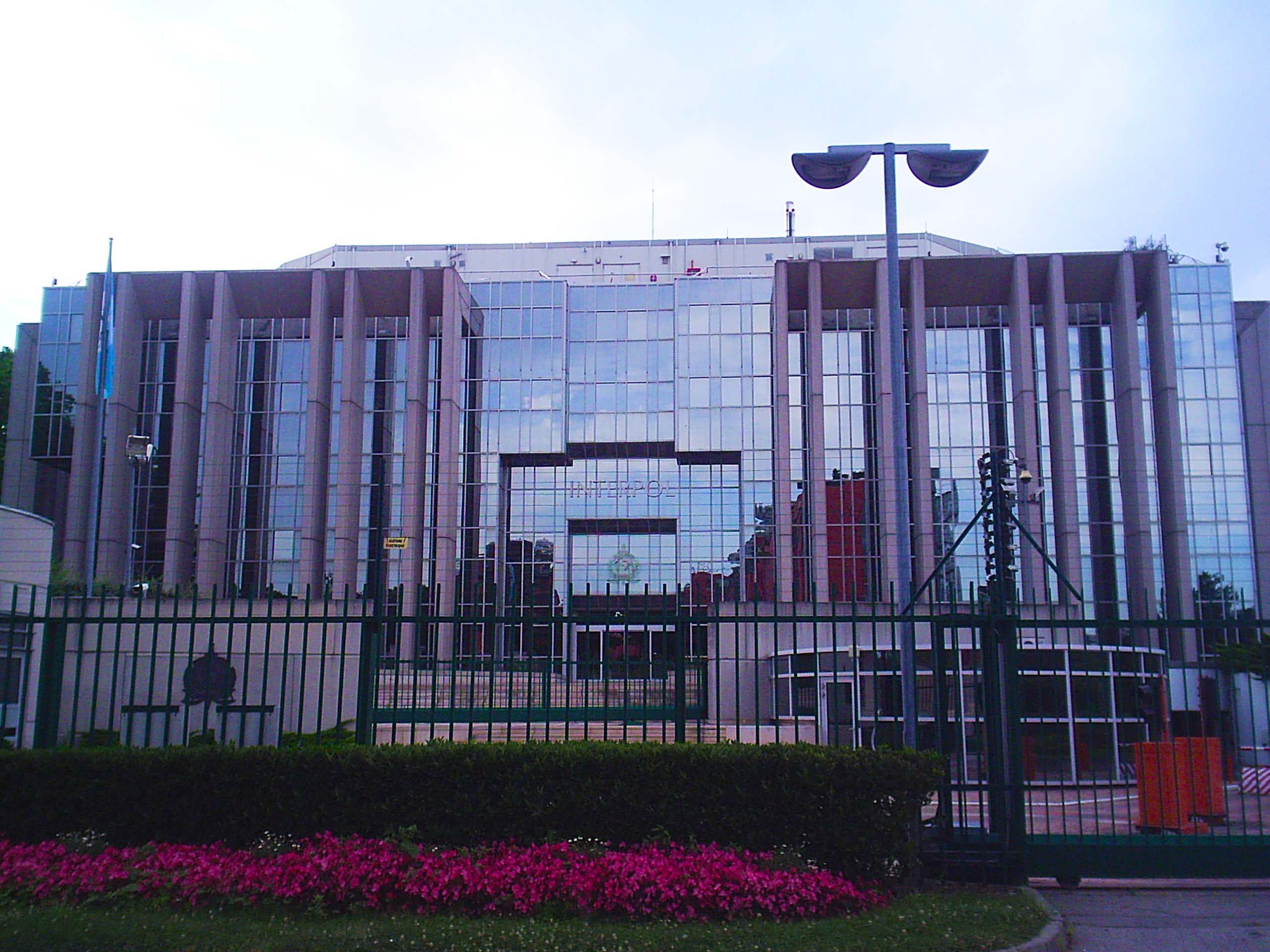
Штаб-квартира в Ліоні, Франція

Міжнародна організація кримінальної поліції, Інтерпо́л (фр. Organisation Internationale de Police Criminelle, OIPC, англ. International Criminal Police Organization, ICPO) — міжнародна організація, що займається пошуком певного об’єкту, людини, сприяє пошукам поліції. Заснована як англ. International Criminal Police Commission в 1923, а з 1956 використовується поточна назва.
До складу входять 195 країн світу, які фінансують організацію на суму $59 мільйонів шляхом щорічних внесків; За розміром друга міжнародна міжурядова організація після ООН. Штабквартира розташована в Ліоні, Франція.
Самі працівники Інтерполу не можуть безпосередньо виконувати поліцейські функції (права заарештовувати чи носити та застосовувати свою чи табельну зброю) на території країн-членів організації. Вони займаються лише координацією сил, щоб правоохоронці з інших країн набагато легше справлялись з такими речами, як особливості національного правосуддя, законодавства, мовний бар'єр.

## Історія
У 1914 році за активної участі князя Монако Альбера I в князівстві відбувся 1-й Міжнародний конгрес кримінальної поліції, в якому взяли участь поліцейські з 24 країн. На конгресі була схвалена ініціатива про створення міжнародної комісії кримінальної поліції, проте Перша світова війна перешкодила виконанню планів.
1923-го року у Відні, на 2-му Міжнародному конгресі кримінальної поліції, у якому взяли участь 138 представників з 20 країн Європи, Азії та Америки, була створена Міжнародна комісія кримінальної поліції для координації зусиль окремих країн у боротьбі із загальнокримінальною злочинністю. Формально Комісія продовжувала свою діяльність і в роки Другої світової війни. Однак, за Статутом головою Комісії був голова поліції країни перебування, якою спочатку була Австрія, з 1938 року нацистська Німеччина (з моменту аншлюсу — приєднання Австрії до нацистської Німеччини), штабквартира Інтерполу була перенесена в Берлін, а президентами цієї організації були генерали СС Райнхард Гейдріх (1940—1942), Артур Небе (1942—1943) і Ернст Кальтенбруннер (1943—1945). В результаті більшість країн припинили свою участь і фактично Інтерпол перестав існувати як міжнародна організація.
Відтворення Інтерполу відбулося лише в 1946 році з перенесенням штабквартири в Париж. Діючий статут прийнятий 1956 року. Він же затвердив нову назву організації — «Міжнародна організація кримінальної поліції — Інтерпол».
Пізніше, в 1989 році штабквартира Інтерполу була перенесена в Ліон одночасно з будівництвом у цьому місті суперсучасного комплексу Генерального секретаріату.
На даний момент Інтерпол об'єднує 194 держави, включаючи Україну. На цю мить у ній на одну більше країн-членів, ніж в ООН.

## Структура
До структури Інтерполу входять: Генеральна Асамблея, Виконавчий комітет, Генеральний секретаріат та Національні центральні бюро (НЦБ). 
Робочими мовами Інтерполу є англійська, французька, арабська та іспанська. З 1946 року офіційний друкований орган — часопис «International Criminal Police Review».
Місцезнаходження постійно діючих центральних органів Інтерполу, з 1989 року — Ліон, Франція.

### Генеральна Асамблея
Генеральна Асамблея є вищим органом Інтерполу, вона збирається щорічно. Генеральна Асамблея складається з делегатів, призначених державами-членами Інтерполу. Головує на Генеральній Асамблеї президент Інтерполу. Право голосу на сесіях Генеральної Асамблеї має тільки один делегат від кожної країни. Рішення приймаються більшістю голосів, за винятком тих, де необхідно 2/3 голосів.
Головними функціями Генеральної Асамблеї є:
- визначення принципів діяльності та загальних засобів, які повинні сприяти виконанню цілей організації;
- прийняття рішень та надання рекомендацій членам організації з питань, що входять до її компетенції;
- визначення фінансової політики організації;
- розгляд та схвалення угод з іншими організаціями.

### Генеральний секретаріат
Поточна робота покладена на постійно діючий Генеральний секретаріат, керує яким Генеральний секретар Юрген Сток.
| Країна          | Прізвище        | Термін       |
| --------------- | --------------- | ------------ |
| Австрія         | Оскар Дресслер  | 1923–1946    |
| Франція         | Луїс Дюклу      | 1946–1951    |
| Франція         | Марсель Сикот   | 1951–1963    |
| Франція         | Жан Непоте      | 1963–1978    |
| Франція         | Андре Босард    | 1978–1985    |
| Велика Британія | Раймонд Кендалл | 1985–2000    |
| США             | Рональд Ноубл   | 2000–2014    |
| Німеччина       | Юрген Сток      | 2014–present |

### Виконавчий комітет
Тричі на рік збирається дорадчий орган Інтерполу — Виконавчий комітет, який обирається Генеральною асамблеєю у складі з 13 осіб. Основні функції Виконкому — контроль за роботою Генерального секретаря та виконанням рішень Генеральної асамблеї, а також підготовка програм роботи організації та винесення їх на розгляд Генеральної асамблеї.

### Національні центральні бюро
У кожній з країн, що входять в Інтерпол, у структурі національних правоохоронних органів створені Національні центральні бюро (НЦБ), що є органами по взаємодії національних правоохоронних органів з НЦБ Інтерполу інших країн і Генеральним секретаріатом Інтерполу.

### Президенти Інтерполу
- Йоганн Шобер (1923—1932)
- Франц Брандль (1932—1934)
- Ойген Зейдель[de] (1934—1935)
- Міхаель Скубль[de] (1935—1938)
- Отто Штайнгойзль (1938—1940)
- Рейнгард Гейдріх (1940—1942)
- Артур Небе (1942—1943)
- Ернст Кальтенбруннер (1943—1945)
- Флорент Лууґейт (1945—1956)
- Аґостіньо Лоуренсо (1956—1960)
- Джо Джексон[en] (1960—1963)
- Фьяляр Ярва (1963—1964)
- Фірмін Франсенс (1964—1968)
- Пауль Дікопф[de] (1968—1972)
- Вільям Леонард Гіґґітт (1972—1976)
- Карл Перссон (1976—1980)
- Джоллі Буґарін (1980—1984)
- Джон Сімпсон (1984—1988)
- Іван Барбот (1988—1992)
- Норман Інкстер (1992—1994)
- Бьорн Ерікссон (1994—1996)
- Тосинорі Канемото (1996—2000)
- Хесус Еспіґарес Міра (2000—2004)
- Джекі Селебі (2004—2008)
- Ку Бун Гюі (2008—2012)
- Мірей Баллестразі (2012—2016)
- Мен Гунвей (2016—2018)
- Кім Йон Ян (2018—)

## Завдання
Основним завданням є координація зусиль окремих країн і проведення єдиної політики в галузі боротьби із загальнокримінальною злочинністю.
Серед інших основних завдань можна відзначити координацію міжнародного розшуку, а також боротьбу з: торгівлею людьми, організованими злочинними співтовариствами, контрабандою наркотиків, злочинами у сфері економіки та високих технологій, фальшуванням, підробкою цінних паперів та дитячою порнографією.
Останнім часом велика увага приділяється громадській безпеці та боротьбі з тероризмом.

## Інтерпол в Україні
Українські органи досудового розслідування (правоохоронні органи), у рамках Інтерполу, почали співпрацювати із закордонними колегами в 1990 році. Тоді Постановою Ради Міністрів СРСР № 338 від 7 квітня 1990 року створено Національне центральне бюро Інтерполу в СРСР. 
У 1992 році Україна стала членом Інтерполу. Кабінет Міністрів України в 1993 році постановою № 220 затвердив «Положення про Національне центральне бюро Інтерполу».
Національне Центральне Бюро Інтерполу в Україні займається в основному боротьбою зі злочинами у сфері зовнішньоекономічної діяльності, паливно-енергетичного комплексу, особливо стосовно операцій з високоліквідною продукцією промислового та агропромислового комплексу, кредитно-фінансовій та банківській системах, а також злочинами міжрегіонального характеру, вчиненими із застосуванням вогнепальної зброї та вибухових речовин, незаконним обігом наркотиків, нелегальною міграцією, злочинами, пов'язаними з викраденням автотранспорту.
25 липня 2014 року, за поданням російської влади, хоча Конституція Інтерполу забороняє втручання або діяльність політичного чи військового характеру, Дмитро Ярош був поміщений у міжнародний список тих кого розшукує Інтерпол. Також Інтерпол відмовлявся подавати в міжнародний розшук екс-президента України Віктора Януковича, підозрюваного в організації побиття протестувальників під час Євромайдану. Зрештою Януковича було оголошено в міжнародний розшук 12 січня 2015 року. Проте вже 16 липня 2015 року був з нього видалений.
За даними Фонду відкритого діалогу, Росія та інші колишні радянські республіки, такі як Азербайджан, Білорусь та Казахстан, часто зловживають Інтерполом. У доповідях Фонду наведено такі 44 політично мотивованих випадки. З них 18 випадків від правоохоронних органів Росії, 10 — Казахстану та 5 — Білорусі.

## Країни-учасниці
| \| - Австралія [Архівовано 10 грудня 2019 у Wayback Machine.] - Австрія [Архівовано 10 грудня 2019 у Wayback Machine.] - Азербайджан [Архівовано 10 грудня 2019 у Wayback Machine.] - Албанія [Архівовано 10 грудня 2019 у Wayback Machine.] - Алжир [Архівовано 10 грудня 2019 у Wayback Machine.] - Ангола [Архівовано 10 грудня 2019 у Wayback Machine.] - Андорра [Архівовано 10 грудня 2019 у Wayback Machine.] - Антигуа і Барбуда [Архівовано 10 грудня 2019 у Wayback Machine.] - Аргентина [Архівовано 10 грудня 2019 у Wayback Machine.] - Вірменія [Архівовано 10 грудня 2019 у Wayback Machine.] - Аруба [Архівовано 10 грудня 2019 у Wayback Machine.] - Афганістан [Архівовано 10 грудня 2019 у Wayback Machine.] - Багами [Архівовано 10 грудня 2019 у Wayback Machine.] - Бангладеш [Архівовано 10 грудня 2019 у Wayback Machine.] - Барбадос [Архівовано 10 грудня 2019 у Wayback Machine.] - Бахрейн [Архівовано 10 грудня 2019 у Wayback Machine.] - Білорусь [Архівовано 10 грудня 2019 у Wayback Machine.] - Беліз [Архівовано 10 грудня 2019 у Wayback Machine.] - Бельгія [Архівовано 10 грудня 2019 у Wayback Machine.] - Бенін [Архівовано 10 грудня 2019 у Wayback Machine.] - Болгарія [Архівовано 10 грудня 2019 у Wayback Machine.] - Болівія [Архівовано 10 грудня 2019 у Wayback Machine.] - Боснія і Герцеговина - Ботсвана [Архівовано 10 грудня 2019 у Wayback Machine.] - Бразилія [Архівовано 10 грудня 2019 у Wayback Machine.] - Бруней [Архівовано 10 грудня 2019 у Wayback Machine.] - Буркіна-Фасо [Архівовано 10 грудня 2019 у Wayback Machine.] - Бурунді [Архівовано 10 грудня 2019 у Wayback Machine.] - Бутан [Архівовано 1 листопада 2021 у Wayback Machine.] - Ватикан [Архівовано 10 грудня 2019 у Wayback Machine.] - Велика Британія [Архівовано 10 грудня 2019 у Wayback Machine.] - Угорщина [Архівовано 10 грудня 2019 у Wayback Machine.] - Венесуела [Архівовано 10 грудня 2019 у Wayback Machine.] - Східний Тимор [Архівовано 10 грудня 2019 у Wayback Machine.] - В'єтнам [недоступне посилання] - Габон [Архівовано 10 грудня 2019 у Wayback Machine.] - Гаїті [Архівовано 10 грудня 2019 у Wayback Machine.] - Гаяна [Архівовано 10 грудня 2019 у Wayback Machine.] - Гамбія [Архівовано 10 грудня 2019 у Wayback Machine.] - Гана [Архівовано 10 грудня 2019 у Wayback Machine.] - Гватемала [Архівовано 29 жовтня 2021 у Wayback Machine.] - Гвінея [Архівовано 10 грудня 2019 у Wayback Machine.] - Гвінея-Бісау [Архівовано 10 грудня 2019 у Wayback Machine.] - Німеччина [Архівовано 10 грудня 2019 у Wayback Machine.] - Гондурас [Архівовано 10 грудня 2019 у Wayback Machine.] - Гренада [Архівовано 10 грудня 2019 у Wayback Machine.] - Греція [Архівовано 10 грудня 2019 у Wayback Machine.] - Грузія [Архівовано 10 грудня 2019 у Wayback Machine.] \| - Данія [Архівовано 10 грудня 2019 у Wayback Machine.] - Джибуті [Архівовано 10 грудня 2019 у Wayback Machine.] - Домініка [Архівовано 10 грудня 2019 у Wayback Machine.] - Домініканська Республіка [Архівовано 10 грудня 2019 у Wayback Machine.] - Єгипет [Архівовано 10 грудня 2019 у Wayback Machine.] - Замбія [Архівовано 10 грудня 2019 у Wayback Machine.] - Зімбабве [Архівовано 10 грудня 2019 у Wayback Machine.] - Ізраїль [недоступне посилання] - Індія [Архівовано 10 грудня 2019 у Wayback Machine.] - Індонезія [Архівовано 10 грудня 2019 у Wayback Machine.] - Йорданія [Архівовано 10 грудня 2019 у Wayback Machine.] - Ірак [Архівовано 10 грудня 2019 у Wayback Machine.] - Іран [Архівовано 10 грудня 2019 у Wayback Machine.] - Ірландія [Архівовано 10 грудня 2019 у Wayback Machine.] - Ісландія [Архівовано 10 грудня 2019 у Wayback Machine.] - Іспанія [Архівовано 10 грудня 2019 у Wayback Machine.] - Італія [Архівовано 10 грудня 2019 у Wayback Machine.] - Ємен [Архівовано 10 грудня 2019 у Wayback Machine.] - Кабо-Верде [Архівовано 10 грудня 2019 у Wayback Machine.] - Казахстан [Архівовано 10 грудня 2019 у Wayback Machine.] - Камбоджа [Архівовано 10 грудня 2019 у Wayback Machine.] - Камерун [Архівовано 10 грудня 2019 у Wayback Machine.] - Канада [Архівовано 10 грудня 2019 у Wayback Machine.] - Катар [Архівовано 10 грудня 2019 у Wayback Machine.] - Кенія [Архівовано 10 грудня 2019 у Wayback Machine.] - Кіпр [Архівовано 10 грудня 2019 у Wayback Machine.] - Киргизстан [Архівовано 10 грудня 2019 у Wayback Machine.] - КНР [Архівовано 9 червня 2021 у Wayback Machine.] - Колумбія [Архівовано 10 грудня 2019 у Wayback Machine.] - Коморські Острови [Архівовано 10 грудня 2019 у Wayback Machine.] - Республіка Конго [Архівовано 10 грудня 2019 у Wayback Machine.] - ДР Конго [недоступне посилання] - Південна Корея [Архівовано 10 грудня 2019 у Wayback Machine.] - Коста-Рика [Архівовано 10 грудня 2019 у Wayback Machine.] - Кот-д'Івуар [недоступне посилання] - Куба [Архівовано 10 грудня 2019 у Wayback Machine.] - Кувейт [Архівовано 10 грудня 2019 у Wayback Machine.] - Кюрасао [недоступне посилання] - Лаос [Архівовано 10 грудня 2019 у Wayback Machine.] - Латвія [Архівовано 10 грудня 2019 у Wayback Machine.] - Лесото [Архівовано 10 грудня 2019 у Wayback Machine.] - Ліван [Архівовано 10 грудня 2019 у Wayback Machine.] - Лівія [Архівовано 10 грудня 2019 у Wayback Machine.] - Ліберія [Архівовано 10 грудня 2019 у Wayback Machine.] - Литва [Архівовано 10 грудня 2019 у Wayback Machine.] - Ліхтенштейн [Архівовано 1 листопада 2021 у Wayback Machine.] - Люксембург [Архівовано 10 грудня 2019 у Wayback Machine.] \| - Маврикій [Архівовано 10 грудня 2019 у Wayback Machine.] - Мавританія [Архівовано 10 грудня 2019 у Wayback Machine.] - Мадагаскар [Архівовано 10 грудня 2019 у Wayback Machine.] - Північна Македонія - Малаві [Архівовано 10 грудня 2019 у Wayback Machine.] - Малайзія [Архівовано 10 грудня 2019 у Wayback Machine.] - Малі [Архівовано 10 грудня 2019 у Wayback Machine.] - Мальдіви [Архівовано 10 грудня 2019 у Wayback Machine.] - Мальта [Архівовано 10 грудня 2019 у Wayback Machine.] - Марокко [Архівовано 10 грудня 2019 у Wayback Machine.] - Маршаллові Острови [Архівовано 10 грудня 2019 у Wayback Machine.] - Мексика [Архівовано 10 грудня 2019 у Wayback Machine.] - Молдова [Архівовано 10 грудня 2019 у Wayback Machine.] - Монако [Архівовано 10 грудня 2019 у Wayback Machine.] - Монголія [Архівовано 10 грудня 2019 у Wayback Machine.] - Мозамбік [Архівовано 10 грудня 2019 у Wayback Machine.] - М'янма [Архівовано 10 грудня 2019 у Wayback Machine.] - Намібія [Архівовано 10 грудня 2019 у Wayback Machine.] - Науру [Архівовано 10 грудня 2019 у Wayback Machine.] - Непал [Архівовано 5 грудня 2021 у Wayback Machine.] - Нігер [Архівовано 10 грудня 2019 у Wayback Machine.] - Нігерія [Архівовано 10 грудня 2019 у Wayback Machine.] - Нідерланди [Архівовано 10 грудня 2019 у Wayback Machine.] - Нікарагуа [Архівовано 10 грудня 2019 у Wayback Machine.] - Нова Зеландія [Архівовано 10 грудня 2019 у Wayback Machine.] - Норвегія [Архівовано 10 грудня 2019 у Wayback Machine.] - ОАЕ [Архівовано 8 грудня 2021 у Wayback Machine.] - Оман [Архівовано 10 грудня 2019 у Wayback Machine.] - Пакистан [Архівовано 10 грудня 2019 у Wayback Machine.] - Панама [Архівовано 10 грудня 2019 у Wayback Machine.] - Папуа Нова Гвінея [Архівовано 10 грудня 2019 у Wayback Machine.] - Парагвай [Архівовано 10 грудня 2019 у Wayback Machine.] - Перу [Архівовано 10 грудня 2019 у Wayback Machine.] - Польща [Архівовано 10 грудня 2019 у Wayback Machine.] - Португалія [Архівовано 10 грудня 2019 у Wayback Machine.] - Росія [Архівовано 21 вересня 2020 у Wayback Machine.] - Руанда [Архівовано 10 грудня 2019 у Wayback Machine.] - Румунія [Архівовано 10 грудня 2019 у Wayback Machine.] - Сальвадор [Архівовано 10 грудня 2019 у Wayback Machine.] - Самоа [Архівовано 10 грудня 2019 у Wayback Machine.] - Сан-Марино [Архівовано 10 грудня 2019 у Wayback Machine.] - Сан-Томе і Принсіпі [Архівовано 10 грудня 2019 у Wayback Machine.] - Саудівська Аравія [Архівовано 10 грудня 2019 у Wayback Machine.] - Есватіні [Архівовано 10 грудня 2019 у Wayback Machine.] - Сейшельські Острови [Архівовано 10 грудня 2019 у Wayback Machine.] - Сенегал [Архівовано 10 грудня 2019 у Wayback Machine.] - Сент-Вінсент і Гренадини [Архівовано 10 грудня 2019 у Wayback Machine.] - Сент-Кіттс і Невіс [Архівовано 10 грудня 2019 у Wayback Machine.] \| - Сент-Люсія [Архівовано 10 грудня 2019 у Wayback Machine.] - Сербія [Архівовано 10 грудня 2019 у Wayback Machine.] - Сінгапур [Архівовано 10 грудня 2019 у Wayback Machine.] - Сен-Мартен (Франція) [Архівовано 10 грудня 2019 у Wayback Machine.] - Сирія [Архівовано 10 грудня 2019 у Wayback Machine.] - Словаччина [Архівовано 10 грудня 2019 у Wayback Machine.] - Словенія [Архівовано 10 грудня 2019 у Wayback Machine.] - Сомалі [Архівовано 10 грудня 2019 у Wayback Machine.] - Судан [Архівовано 10 грудня 2019 у Wayback Machine.] - Суринам [Архівовано 10 грудня 2019 у Wayback Machine.] - США [Архівовано 10 грудня 2019 у Wayback Machine.] - Сьєрра-Леоне [Архівовано 10 грудня 2019 у Wayback Machine.] - Таджикистан [Архівовано 10 грудня 2019 у Wayback Machine.] - Таїланд [Архівовано 10 грудня 2019 у Wayback Machine.] - Танзанія [Архівовано 30 листопада 2018 у Wayback Machine.] - Того [Архівовано 10 грудня 2019 у Wayback Machine.] - Тонга [Архівовано 10 грудня 2019 у Wayback Machine.] - Тринідад і Тобаго [Архівовано 10 грудня 2019 у Wayback Machine.] - Туніс [Архівовано 10 грудня 2019 у Wayback Machine.] - Туркменістан [Архівовано 10 грудня 2019 у Wayback Machine.] - Туреччина [Архівовано 10 грудня 2019 у Wayback Machine.] - Уганда [Архівовано 10 грудня 2019 у Wayback Machine.] - Узбекистан [Архівовано 10 грудня 2019 у Wayback Machine.] - Україна [Архівовано 10 грудня 2019 у Wayback Machine.] - Уругвай [Архівовано 30 листопада 2018 у Wayback Machine.] - Фіджі [Архівовано 29 листопада 2018 у Wayback Machine.] - Філіппіни [Архівовано 10 грудня 2019 у Wayback Machine.] - Фінляндія [Архівовано 10 грудня 2019 у Wayback Machine.] - Франція [Архівовано 10 грудня 2019 у Wayback Machine.] - Хорватія [Архівовано 10 грудня 2019 у Wayback Machine.] - Центральноафриканська Республіка [Архівовано 10 грудня 2019 у Wayback Machine.] - Чад [Архівовано 10 грудня 2019 у Wayback Machine.] - Чорногорія [Архівовано 10 грудня 2019 у Wayback Machine.] - Чехія [Архівовано 10 грудня 2019 у Wayback Machine.] - Чилі [Архівовано 5 грудня 2021 у Wayback Machine.] - Швейцарія [Архівовано 10 грудня 2019 у Wayback Machine.] - Швеція [Архівовано 10 грудня 2019 у Wayback Machine.] - Шрі-Ланка [Архівовано 10 грудня 2019 у Wayback Machine.] - Еквадор [Архівовано 10 грудня 2019 у Wayback Machine.] - Екваторіальна Гвінея [Архівовано 10 грудня 2019 у Wayback Machine.] - Еритрея [Архівовано 10 грудня 2019 у Wayback Machine.] - Естонія [Архівовано 10 грудня 2019 у Wayback Machine.] - Ефіопія [Архівовано 10 грудня 2019 у Wayback Machine.] - ПАР [Архівовано 10 грудня 2019 у Wayback Machine.] - Південний Судан - Ямайка [Архівовано 10 грудня 2019 у Wayback Machine.] - Японія [Архівовано 10 грудня 2019 у Wayback Machine.] \| | | | |
| - Австралія [Архівовано 10 грудня 2019 у Wayback Machine.] - Австрія [Архівовано 10 грудня 2019 у Wayback Machine.] - Азербайджан [Архівовано 10 грудня 2019 у Wayback Machine.] - Албанія [Архівовано 10 грудня 2019 у Wayback Machine.] - Алжир [Архівовано 10 грудня 2019 у Wayback Machine.] - Ангола [Архівовано 10 грудня 2019 у Wayback Machine.] - Андорра [Архівовано 10 грудня 2019 у Wayback Machine.] - Антигуа і Барбуда [Архівовано 10 грудня 2019 у Wayback Machine.] - Аргентина [Архівовано 10 грудня 2019 у Wayback Machine.] - Вірменія [Архівовано 10 грудня 2019 у Wayback Machine.] - Аруба [Архівовано 10 грудня 2019 у Wayback Machine.] - Афганістан [Архівовано 10 грудня 2019 у Wayback Machine.] - Багами [Архівовано 10 грудня 2019 у Wayback Machine.] - Бангладеш [Архівовано 10 грудня 2019 у Wayback Machine.] - Барбадос [Архівовано 10 грудня 2019 у Wayback Machine.] - Бахрейн [Архівовано 10 грудня 2019 у Wayback Machine.] - Білорусь [Архівовано 10 грудня 2019 у Wayback Machine.] - Беліз [Архівовано 10 грудня 2019 у Wayback Machine.] - Бельгія [Архівовано 10 грудня 2019 у Wayback Machine.] - Бенін [Архівовано 10 грудня 2019 у Wayback Machine.] - Болгарія [Архівовано 10 грудня 2019 у Wayback Machine.] - Болівія [Архівовано 10 грудня 2019 у Wayback Machine.] - Боснія і Герцеговина - Ботсвана [Архівовано 10 грудня 2019 у Wayback Machine.] - Бразилія [Архівовано 10 грудня 2019 у Wayback Machine.] - Бруней [Архівовано 10 грудня 2019 у Wayback Machine.] - Буркіна-Фасо [Архівовано 10 грудня 2019 у Wayback Machine.] - Бурунді [Архівовано 10 грудня 2019 у Wayback Machine.] - Бутан [Архівовано 1 листопада 2021 у Wayback Machine.] - Ватикан [Архівовано 10 грудня 2019 у Wayback Machine.] - Велика Британія [Архівовано 10 грудня 2019 у Wayback Machine.] - Угорщина [Архівовано 10 грудня 2019 у Wayback Machine.] - Венесуела [Архівовано 10 грудня 2019 у Wayback Machine.] - Східний Тимор [Архівовано 10 грудня 2019 у Wayback Machine.] - В'єтнам [недоступне посилання] - Габон [Архівовано 10 грудня 2019 у Wayback Machine.] - Гаїті [Архівовано 10 грудня 2019 у Wayback Machine.] - Гаяна [Архівовано 10 грудня 2019 у Wayback Machine.] - Гамбія [Архівовано 10 грудня 2019 у Wayback Machine.] - Гана [Архівовано 10 грудня 2019 у Wayback Machine.] - Гватемала [Архівовано 29 жовтня 2021 у Wayback Machine.] - Гвінея [Архівовано 10 грудня 2019 у Wayback Machine.] - Гвінея-Бісау [Архівовано 10 грудня 2019 у Wayback Machine.] - Німеччина [Архівовано 10 грудня 2019 у Wayback Machine.] - Гондурас [Архівовано 10 грудня 2019 у Wayback Machine.] - Гренада [Архівовано 10 грудня 2019 у Wayback Machine.] - Греція [Архівовано 10 грудня 2019 у Wayback Machine.] - Грузія [Архівовано 10 грудня 2019 у Wayback Machine.] | - Данія [Архівовано 10 грудня 2019 у Wayback Machine.] - Джибуті [Архівовано 10 грудня 2019 у Wayback Machine.] - Домініка [Архівовано 10 грудня 2019 у Wayback Machine.] - Домініканська Республіка [Архівовано 10 грудня 2019 у Wayback Machine.] - Єгипет [Архівовано 10 грудня 2019 у Wayback Machine.] - Замбія [Архівовано 10 грудня 2019 у Wayback Machine.] - Зімбабве [Архівовано 10 грудня 2019 у Wayback Machine.] - Ізраїль [недоступне посилання] - Індія [Архівовано 10 грудня 2019 у Wayback Machine.] - Індонезія [Архівовано 10 грудня 2019 у Wayback Machine.] - Йорданія [Архівовано 10 грудня 2019 у Wayback Machine.] - Ірак [Архівовано 10 грудня 2019 у Wayback Machine.] - Іран [Архівовано 10 грудня 2019 у Wayback Machine.] - Ірландія [Архівовано 10 грудня 2019 у Wayback Machine.] - Ісландія [Архівовано 10 грудня 2019 у Wayback Machine.] - Іспанія [Архівовано 10 грудня 2019 у Wayback Machine.] - Італія [Архівовано 10 грудня 2019 у Wayback Machine.] - Ємен [Архівовано 10 грудня 2019 у Wayback Machine.] - Кабо-Верде [Архівовано 10 грудня 2019 у Wayback Machine.] - Казахстан [Архівовано 10 грудня 2019 у Wayback Machine.] - Камбоджа [Архівовано 10 грудня 2019 у Wayback Machine.] - Камерун [Архівовано 10 грудня 2019 у Wayback Machine.] - Канада [Архівовано 10 грудня 2019 у Wayback Machine.] - Катар [Архівовано 10 грудня 2019 у Wayback Machine.] - Кенія [Архівовано 10 грудня 2019 у Wayback Machine.] - Кіпр [Архівовано 10 грудня 2019 у Wayback Machine.] - Киргизстан [Архівовано 10 грудня 2019 у Wayback Machine.] - КНР [Архівовано 9 червня 2021 у Wayback Machine.] - Колумбія [Архівовано 10 грудня 2019 у Wayback Machine.] - Коморські Острови [Архівовано 10 грудня 2019 у Wayback Machine.] - Республіка Конго [Архівовано 10 грудня 2019 у Wayback Machine.] - ДР Конго [недоступне посилання] - Південна Корея [Архівовано 10 грудня 2019 у Wayback Machine.] - Коста-Рика [Архівовано 10 грудня 2019 у Wayback Machine.] - Кот-д'Івуар [недоступне посилання] - Куба [Архівовано 10 грудня 2019 у Wayback Machine.] - Кувейт [Архівовано 10 грудня 2019 у Wayback Machine.] - Кюрасао [недоступне посилання] - Лаос [Архівовано 10 грудня 2019 у Wayback Machine.] - Латвія [Архівовано 10 грудня 2019 у Wayback Machine.] - Лесото [Архівовано 10 грудня 2019 у Wayback Machine.] - Ліван [Архівовано 10 грудня 2019 у Wayback Machine.] - Лівія [Архівовано 10 грудня 2019 у Wayback Machine.] - Ліберія [Архівовано 10 грудня 2019 у Wayback Machine.] - Литва [Архівовано 10 грудня 2019 у Wayback Machine.] - Ліхтенштейн [Архівовано 1 листопада 2021 у Wayback Machine.] - Люксембург [Архівовано 10 грудня 2019 у Wayback Machine.] | - Маврикій [Архівовано 10 грудня 2019 у Wayback Machine.] - Мавританія [Архівовано 10 грудня 2019 у Wayback Machine.] - Мадагаскар [Архівовано 10 грудня 2019 у Wayback Machine.] - Північна Македонія - Малаві [Архівовано 10 грудня 2019 у Wayback Machine.] - Малайзія [Архівовано 10 грудня 2019 у Wayback Machine.] - Малі [Архівовано 10 грудня 2019 у Wayback Machine.] - Мальдіви [Архівовано 10 грудня 2019 у Wayback Machine.] - Мальта [Архівовано 10 грудня 2019 у Wayback Machine.] - Марокко [Архівовано 10 грудня 2019 у Wayback Machine.] - Маршаллові Острови [Архівовано 10 грудня 2019 у Wayback Machine.] - Мексика [Архівовано 10 грудня 2019 у Wayback Machine.] - Молдова [Архівовано 10 грудня 2019 у Wayback Machine.] - Монако [Архівовано 10 грудня 2019 у Wayback Machine.] - Монголія [Архівовано 10 грудня 2019 у Wayback Machine.] - Мозамбік [Архівовано 10 грудня 2019 у Wayback Machine.] - М'янма [Архівовано 10 грудня 2019 у Wayback Machine.] - Намібія [Архівовано 10 грудня 2019 у Wayback Machine.] - Науру [Архівовано 10 грудня 2019 у Wayback Machine.] - Непал [Архівовано 5 грудня 2021 у Wayback Machine.] - Нігер [Архівовано 10 грудня 2019 у Wayback Machine.] - Нігерія [Архівовано 10 грудня 2019 у Wayback Machine.] - Нідерланди [Архівовано 10 грудня 2019 у Wayback Machine.] - Нікарагуа [Архівовано 10 грудня 2019 у Wayback Machine.] - Нова Зеландія [Архівовано 10 грудня 2019 у Wayback Machine.] - Норвегія [Архівовано 10 грудня 2019 у Wayback Machine.] - ОАЕ [Архівовано 8 грудня 2021 у Wayback Machine.] - Оман [Архівовано 10 грудня 2019 у Wayback Machine.] - Пакистан [Архівовано 10 грудня 2019 у Wayback Machine.] - Панама [Архівовано 10 грудня 2019 у Wayback Machine.] - Папуа Нова Гвінея [Архівовано 10 грудня 2019 у Wayback Machine.] - Парагвай [Архівовано 10 грудня 2019 у Wayback Machine.] - Перу [Архівовано 10 грудня 2019 у Wayback Machine.] - Польща [Архівовано 10 грудня 2019 у Wayback Machine.] - Португалія [Архівовано 10 грудня 2019 у Wayback Machine.] - Росія [Архівовано 21 вересня 2020 у Wayback Machine.] - Руанда [Архівовано 10 грудня 2019 у Wayback Machine.] - Румунія [Архівовано 10 грудня 2019 у Wayback Machine.] - Сальвадор [Архівовано 10 грудня 2019 у Wayback Machine.] - Самоа [Архівовано 10 грудня 2019 у Wayback Machine.] - Сан-Марино [Архівовано 10 грудня 2019 у Wayback Machine.] - Сан-Томе і Принсіпі [Архівовано 10 грудня 2019 у Wayback Machine.] - Саудівська Аравія [Архівовано 10 грудня 2019 у Wayback Machine.] - Есватіні [Архівовано 10 грудня 2019 у Wayback Machine.] - Сейшельські Острови [Архівовано 10 грудня 2019 у Wayback Machine.] - Сенегал [Архівовано 10 грудня 2019 у Wayback Machine.] - Сент-Вінсент і Гренадини [Архівовано 10 грудня 2019 у Wayback Machine.] - Сент-Кіттс і Невіс [Архівовано 10 грудня 2019 у Wayback Machine.] | - Сент-Люсія [Архівовано 10 грудня 2019 у Wayback Machine.] - Сербія [Архівовано 10 грудня 2019 у Wayback Machine.] - Сінгапур [Архівовано 10 грудня 2019 у Wayback Machine.] - Сен-Мартен (Франція) [Архівовано 10 грудня 2019 у Wayback Machine.] - Сирія [Архівовано 10 грудня 2019 у Wayback Machine.] - Словаччина [Архівовано 10 грудня 2019 у Wayback Machine.] - Словенія [Архівовано 10 грудня 2019 у Wayback Machine.] - Сомалі [Архівовано 10 грудня 2019 у Wayback Machine.] - Судан [Архівовано 10 грудня 2019 у Wayback Machine.] - Суринам [Архівовано 10 грудня 2019 у Wayback Machine.] - США [Архівовано 10 грудня 2019 у Wayback Machine.] - Сьєрра-Леоне [Архівовано 10 грудня 2019 у Wayback Machine.] - Таджикистан [Архівовано 10 грудня 2019 у Wayback Machine.] - Таїланд [Архівовано 10 грудня 2019 у Wayback Machine.] - Танзанія [Архівовано 30 листопада 2018 у Wayback Machine.] - Того [Архівовано 10 грудня 2019 у Wayback Machine.] - Тонга [Архівовано 10 грудня 2019 у Wayback Machine.] - Тринідад і Тобаго [Архівовано 10 грудня 2019 у Wayback Machine.] - Туніс [Архівовано 10 грудня 2019 у Wayback Machine.] - Туркменістан [Архівовано 10 грудня 2019 у Wayback Machine.] - Туреччина [Архівовано 10 грудня 2019 у Wayback Machine.] - Уганда [Архівовано 10 грудня 2019 у Wayback Machine.] - Узбекистан [Архівовано 10 грудня 2019 у Wayback Machine.] - Україна [Архівовано 10 грудня 2019 у Wayback Machine.] - Уругвай [Архівовано 30 листопада 2018 у Wayback Machine.] - Фіджі [Архівовано 29 листопада 2018 у Wayback Machine.] - Філіппіни [Архівовано 10 грудня 2019 у Wayback Machine.] - Фінляндія [Архівовано 10 грудня 2019 у Wayback Machine.] - Франція [Архівовано 10 грудня 2019 у Wayback Machine.] - Хорватія [Архівовано 10 грудня 2019 у Wayback Machine.] - Центральноафриканська Республіка [Архівовано 10 грудня 2019 у Wayback Machine.] - Чад [Архівовано 10 грудня 2019 у Wayback Machine.] - Чорногорія [Архівовано 10 грудня 2019 у Wayback Machine.] - Чехія [Архівовано 10 грудня 2019 у Wayback Machine.] - Чилі [Архівовано 5 грудня 2021 у Wayback Machine.] - Швейцарія [Архівовано 10 грудня 2019 у Wayback Machine.] - Швеція [Архівовано 10 грудня 2019 у Wayback Machine.] - Шрі-Ланка [Архівовано 10 грудня 2019 у Wayback Machine.] - Еквадор [Архівовано 10 грудня 2019 у Wayback Machine.] - Екваторіальна Гвінея [Архівовано 10 грудня 2019 у Wayback Machine.] - Еритрея [Архівовано 10 грудня 2019 у Wayback Machine.] - Естонія [Архівовано 10 грудня 2019 у Wayback Machine.] - Ефіопія [Архівовано 10 грудня 2019 у Wayback Machine.] - ПАР [Архівовано 10 грудня 2019 у Wayback Machine.] - Південний Судан - Ямайка [Архівовано 10 грудня 2019 у Wayback Machine.] - Японія [Архівовано 10 грудня 2019 у Wayback Machine.] |